# さかたりさ
さかた りさ（1999年〈平成11年〉10月19日 - ）は、日本の女優、声優。旧芸名、坂田 莉咲（読み同じ）。熊本県熊本市出身。ブルーベアハウス所属。
GirlsAward「すごい出口オーディション」準グランプリ＆ワーナーミュージック・ジャパン賞受賞。ミスiD2019「きみがいる景色が、この世界～昼～」賞受賞。

## 略歴
幼い頃は、内気で恥ずかしがり屋だった。人見知り過ぎて挨拶もできない反面、みんなと違うことがしたいと思っていたという。
中学生になり、人間関係に悩み、学校に行きたくないと思っていたとき、ドラマ『イタズラなKiss〜Love in TOKYO』を観た。そのドラマで描かれる学校生活が、すごくまぶしく見え、こんな青春を送ってみたいと思った。役としてなら自分もキラキラした学校生活を味わえるのではないかと思い、女優になるために芸能事務所のオーディションを受けたが落選した。
あきらめきれず、親には無断でGirlsAward「すごい出口オーディション」を受けた。一次審査通過の連絡の際、親と何度も話し合って、最終的には理解してくれたという。その結果8,210名の中から準グランプリを獲得した。
2019年8月19日、TikTok開始。
2020年6月2日より、コンテンツ3に所属。同年10月12日発売の週刊プレイボーイで初グラビアを披露、デジタル写真集もリリースした。
2021年4月よりアニメ『妖怪ウォッチ♪』を皮切りに声優としても活動。同年5月31日、芸名表記を"さかたりさ"に改名。
2022年3月、東京農業大学卒業。
2023年3月31日、コンテンツ3を退所。同年6月1日、ブルーベアハウスへの所属を発表し、同日Instagram開始。

## 人物
- 趣味は家庭菜園[2][14]。特技はブラジリアン柔術[2][14][7]。
- 母方の祖父が中国人、祖母もハーフであることを明らかにしており、過去に親族がいる中国・雲南省（昆明）に語学留学している[1]。
- お笑い好きで、劇場に漫才を観に行く。『M-1グランプリ』のファンクラブに入っており、毎年「M-1」の三連単の順位予想をしている[6]。
- 大のビール好きで、日本ビール検定（びあけん）2級を取得している[2]。
- 2017年4月27日から2020年3月31日まで、SHOWROOM「坂田莉咲のSHOWROOM」を配信していた。2019年9月15日まで868日間の毎日連続配信を記録した。 配信時に歌う曲は松田聖子、斉藤由貴など昭和アイドルから、尾崎豊、B'z、あいみょん、Uruなど近年のシンガーソングライターまで年代やジャンルを超えたものとなっていた。
- 2021年2月1日より2022年2月28日まで、Pocochaにて、ほぼ毎日ライブ配信をしていた。

## 受賞歴
2015年度
- 第6回Sho-Comi（少女コミック）プリンセスオーディション 準グランプリ
- GirlsAward「すごい出口オーディション」準グランプリ＆ワーナーミュージック・ジャパン賞 

2018年度
- ミスiD2019「きみがいる景色が、この世界～昼～」賞 
- Seventeen×SHOWROOM出演権オーディション グランプリ 

## 出演

### 映画
- 東京PRウーマン [16][3][17]（2015年8月22日、BS-TBS）
- 俺は前世に恋をする [18]（2019年3月23日、株式会社カッシ―） - 風間響 役 [19]
- 河童Ⅱ～But,we have to rest.[20]（2020年1月4日[21]、カエルカフェ）
- 短編映画「人の愛を喰らって、その屍で生きてみろ」[22][7]（2020年11月3日、YouTube カガちゃんねる） - まゆみ 役
- 私の卒業プロジェクト 第3期「あしたのわたしへ」[23][24]（2022年3月18日、The icon）- 北村里奈 役
- LONESOME VACATION [25][26][27]（2023年10月7日、マイターン・エンターテイメント）- 遠山美優 役 [7]
- マンガ家、堀マモル（2024年8月30日、ナカチカピクチャーズ） - 野々村かな 役 [28][29]
- 少年と犬 (2025年3月20日、東宝) - 須貝美久 役[30][31][32]
- 新幹線大爆破 (2025年4月23日、Netflix) - 奈良正美 役[33][34]
- #真相をお話しします (2025年4月25日、東宝) - サラリーマン妻 役[30]

### テレビドラマ
- Q&A（2018年3月24日、テレビ朝日） - 生徒 役 [35]
- ネット歌姫〜パート主婦が、歌ってみた〜（2019年1月26日、NHK BSプレミアム・NHK BS4K） - 高校生 役、観客 役 [36]
- ダンスウィズミー公開記念スペシャル 矢口史靖の「映画の常識、それほんと！？」（2019年8月6日、日本映画専門チャンネル）[37]
- よるおびドラマ「この初恋はフィクションです」 (2021年10月11日 - 12月16日、TBS) - クラスメイト・坂田美桜 役 [14][38][16][7]
- 正義の天秤 第1シリーズ第4話（2021年10月16日、NHK総合）- 宮地灯里 役 [39][16][7]
- ドクターX〜外科医・大門未知子〜 第7シリーズ第7話（2021年11月25日、テレビ朝日）[40]
- 恋なんて、本気でやってどうするの? 第2話（2022年4月25日、関西テレビ・フジテレビ）- 美里 役 [41][7]
- TOKYO RAILWAY -東京こじらせ女- 第3話 (2022年9月29日、フジテレビ) [42][7]
- 闇金ウシジマくん外伝 闇金サイハラさん 第10話 (2022年11月22日、毎日放送) - 百合 役 [43]
- ノンレムの窓 2023・冬 第3話「デスゲーム」 (2023年12月25日、日本テレビ) - 鹿屋奈央 役 [44]
- Believe-君にかける橋-（2024年4月25日 - 6月20日、テレビ朝日） - 伊藤梨沙 役 [45]
- 「離婚弁護士 スパイダー」〜慰謝料争奪編〜 第2話（2024年10月11日、日本テレビ） - 萌絵 役 [46]
- ジョフウ 〜女性に××××って必要ですか?〜 第5話（2025年4月30日、テレビ東京） - サキ 役[47]
- 誘拐の日（2025年7月8日 - 、テレビ朝日） - 古賀彩佳 役[48]

### 配信ドラマ
- Instagram Webドラマ しゅわっと苦い 第8話（2019年8月23日、IGTVプロジェクトチーム）- 坂田莉咲 役 [49][16]
- エチュードワールドスター「7年後の埋蔵金と蚊取り線香」 (2021年10月15日 - 11月21日、YouTube エチュードワールドスターチャンネル[50]) - 坂本えり 役 [51][52][53][54]
- 結婚するって、本当ですか 第10話 (2022年10月7日、Amazon Prime Video) - 保育士 役 [55]
- 第2回 Hulu U35クリエイターズ･チャレンジ「ヒロインの親友はハードスケジュール!!」(2023年4月12日、Hulu) - 女子生徒 役 [56]
- YouTube ドラマシリーズ「東京彼女」8月号 アイドルになる！編『東京マスカレード』 (2024年8月2日、YouTube 10分ドラマ『東京彼女』[57]) - 中村 役 [58][59]
- サレ妻ファイトクラブ (2024年11月28日、ショートドラマ配信アプリ Million) - 高木沙良 役 [60]
- ショートドラマチャンネル『バグる、愛。』(2025年4月25日、株式会社VAZ) [61][62]
- サラリーマン山崎シゲル（2025年7月1日 - 、FOD SHORT）[63]

### オーディオドラマ
- イヤードラマ「夢見るこまち」第5話 (2023年4月15日、NUMA) - あき（秋田新幹線こまち） 役 [64]

### テレビアニメ
- 妖怪ウォッチ♪（2021年4月9日 - 2023年3月31日、テレビ東京） - ミカ〈山口美佳〉役、あめめたん 役、シリクサ 役、チョコボー11 役 [65]

### 配信アニメ
- コタローは1人暮らし 第8話（2022年3月10日、Netflix） - 母親1 役 [66]

### テレビ番組
- ラキグルガール坂田莉咲とゲッターズ飯田の「ラキ×グル」〜名古屋篇〜（2018年9月9日、静岡朝日テレビ）- ラキグルガールとして出演
- ワールド極限ミステリー 再現VTR「セウォル号沈没事故に巻き込まれた高校生たちの知られざる物語」（2021年4月7日、TBS）- 高校生 リア 役
- 主治医が見つかる診療所スペシャル【芸能人”お悩み解決"人間ドックSP】再現VTR（2021年6月3日、テレビ東京）- 高校生 田中陽子 役
- 全力坂（テレビ朝日）
  - No.2986 「赤羽西四丁目の坂」（2021年12月8日） [67][68]
  - No.2993 「三日月坂」（2021年12月21日） [69][70]
- ナゼそこ?（2022年1月13日、テレビ東京）[71] - スタジオゲスト
- INFO中！ (フジテレビ インフォマーシャル) - リポーター
  - ロッテ ZERO (2022年6月4日)
  - 三菱 eKクロス EV (2022年8月27日)
  - 日清食品 カップヌードルクエストプレゼントキャンペーン (2022年10月1日)
  - Samsung Galaxy Z Flip 4 (2022年10月15日)
  - 味の素 クノール スープDELI (2023年1月7日)
  - 小林製薬 ナイトミン「耳ほぐタイム」 (2023年1月28日)
  - スクールIE [72] (2023年3月18日)

### 舞台
- SPIRAL CHARIOTS 第21回本公演「HATTORI半蔵Ⅲ-再舞‐」[73]（2019年6月4日 - 9日、六行会ホール）- 霧隠シュウカ 役
- B面フェス「はるちゃん、あのね」(2020年7月5日[注 1]、浅草九劇) ※無観客生配信 [74][75] - 主演 まるやままりこ 役
- 朗読劇「夢と希望のプロジェクト vol.1」デイタイムスターズ（2020年11月10日 - 15日、上野ストアハウス） [76][77] - 七海すず 役
- シズカ式「波のまにまに」(2022年7月7日 - 11日、両国･Air studio) - 夏海 役 [78]
- シズカ式「佐藤家のぬかどこ ～不揃いのたこ焼き～」(2022年9月23日 - 10月3日、両国･Air studio) - 佐藤四葉 役 [79]
- コンプソンズ #10「われらの狂気を生き延びる道を教えてください」(2022年11月10日 - 20日、浅草九劇) - れんげ 役 [80]
- 劇団丸組「新山猫最終章」(2023年2月16日 - 19日、CBGKシブゲキ!!) - 神の巫女 リムセ 役 [7]

### 広告
- festaria bijou SOPHIA（フェスタリア ビジュソフィア）
  - ～Wish upon a star～ movie SUMMER バージョン（2017年8月3日）[81]
  - ～Wish upon a star～ movie AUTUMN バージョン（2017年11月1日）[82]
- LIXILリフォーム 「幸せがしあわせを呼ぶリフォームショップ」[83]（2018年7月17日）- 結城りさ 役
- 土間土間 「秋の新メニュー[84]、アイドルたちが伸び〜るチーズをアピール」mysta（2018年9月12日、マガジンサミット）
- ライスフォース&アクポレス交通広告[85]（2018年12月24日 - 2019年1月6日、田園都市線渋谷駅連絡通路）
- ディスコ／C-Learning事務局「【劇場版】『スマホに変えただけなのよ』C-Learning＜授業改善編＞」[86]（2019年7月30日）
- マクドナルド「500円バリューセット こんな時間が、ゴチソーだ。 夏篇」[87]（2019年8月23日）
- 日照堂 紙と木の耳飾り「karupi」モデル[88]（2020年4月3日）
- ファーストリテイリング「UNIQLO」
  - 今田美桜さんが着る3Dニット 15秒編 UNIQLO 2020 Fall/Winter [89]（2020年8月28日）
  - 今田美桜さんが着るスフレヤーンニット 15秒編 UNIQLO 2020 Fall/Winter [90]（2020年9月20日）
- 公益社団法人 福岡県観光連盟 「ふくおか避密の旅ーリベンジ女子旅」（2020年10月1日）
- 花王 メンズビオレ ボディシート「ステイホームドラマ - 恋は汗らず」（2021年6月1日) - エミコ 役
- 明治 エッセル スーパーカップ「新WEB CM「日々」シリーズ」[91][92]（2021年6月16日)
- シチズン 腕時計wiccaオリジナルムービー (2021年10月14日) - ユキ 役
  - 「どっちにときめく？」～モヤモヤ篇【前篇】～ [93]
  - 「どっちにときめく？」 モヤモヤ篇【発散するver】[94]（声の出演）
- AOKI「フレッシャーズ応援フェア」[95] (2022年1月20日)
- 江崎グリコ アイスの実「パッと晴れ スイーツ」篇 [96] (2022年6月20日)
- C4Connect 放置少女〜百花繚乱の萌姫たち〜 - カミイズミ 役
  - 「放置しよう、いまだ！」篇 [97] (2022年9月2日)
  - 「キャラクターコラボ開催！」篇 [98] (2023年6月2日)
- 第一三共ヘルスケア 口内炎治療薬「トラフル」[99] (2022年11月18日)
  - トラフルダイレクトa「漫画」篇
  - トラフルダイレクトa「ランチ会の心得」篇
  - トラフルシリーズ「選べるトラフル」篇
- オーシャンソリューションテクノロジー トリトンの矛 ブランドムービー「おなじ未来」篇 (2023年1月13日) - 平山紀子 役
- DHC パーフェクトサプリ「そのついついに」篇 [100][101] (2024年5月9日 [102])
- タップル WEB CM [103] (2024年7月4日)
- イオンカード WebCM
  - 「縦型イオンカード」篇 [104][105][106] (2024年8月5日)
  - 「イオンゴールドカード」篇 [107] (2025年1月15日)
  - 「まいクラウドファンディング」篇 [108] (2025年1月29日)
  - イオンカード公共料金篇 [109] (2025年3月14日)
  - イオンカードおトク篇 [110] (2025年3月14日)
  - イオンゴールドカード篇 [111] (2025年3月14日)
  - イオンカード日常利用篇 [112] (2025年3月14日)
  - イオン銀行篇 [113] (2025年3月14日)
  - イオンカード入会特典篇 [114] (2025年3月14日)
- JR東日本 グランクラス [115][116][117] (2024年9月13日)
- マリッサリゾート サザンセト周防⼤島「こんなリゾートあったんだ！冬編」 [118][119][120] (2025年1月1日)
- クラレ Web CM「広報担当 クラレちゃん」シリーズ[121] (2025年1月21日)
  - エピソード3「クラリーノ」篇[122]
  - エピソード4「イソプレングリコール」篇[123]
- ケンタッキー・フライド・チキン ケンタランチ「ランチ、ケンタッキーにしない」篇 [124][125] (2025年5月7日)

### ミュージックビデオ
- Bentham「クレイジーガール」[126] (2015年10月7日)
- 加藤ヒロ「Fly into the Summer」[127] (2018年6月12日)
- ナオト・インティライミ「Start To Rain」[128] (2018年9月27日)
- ab initio「幸せのヒント」[129] (2019年3月25日) [5]
- 結花乃「夏物語」(恋んトス × mysta スペシャルMV)[130] (2019年10月11日)
- ラント「遠く旅立つ君に」[131] (2020年6月14日)
- aoi midori「彗星の夜に」[132] (2020年9月1日)
- 大人のカフェ「SNOW LETTERS」[133] (2020年11月3日) [134][135]
- グソクムズ「ユメのはじまり。」[136] (2024年1月31日) [137]  - 従業員の山梨さん 役

### イベント
- ファッションショーモデル
  - GirlsAward 2015 SPRING／SUMMER[138][17]（2015年4月29日、国立代々木競技場 第一体育館）
  - ミスブライダルモデルグランプリ2015 九州・沖縄地区大会[139]（2015年11月15日、エルセルモ熊本） - ファイナリストとして出演
  - WASSA MODA(ワッサモーダ)ファッションショー（2015年11月28日、熊本市中心市街地アーケードをランウェイに）ｰ ゲストモデル出演
  - 福岡アジアコレクション(FACo)（2016年3月20日、福岡国際センター）ｰ ゲストモデル出演
- 第6回アイドル人狼フェス感謝祭！[140]（2017年7月31日、代官山 シアターサイバード）
- ミスiD2019
  - ミスiDセミファイナリストの部屋　第二夜 [141]（2018年8月13日、LOFT9 Shibuya）
  - ミスiD2019授賞式 [4]（2018年11月17日、講談社）
  - ミスiD2019後夜祭 [142]（2018年11月28日、LOFT9 Shibuya）
  - ミスiDカフェ ランチの部 [143]（2019年1月20日、講談社）
- 土間土間秋季限定メニューのメディア向け試食・撮影イベント[84]（2018年9月6日、土間土間赤坂店）
- 朗読企画
  - B.A.R＝BLUE AND RED
    - B.A.R EPISODE ZERO ～B.A.Rとは…？新しい企画がスタートします！～ [144]（2019年5月12日、音部屋スクエア）
    - B.A.R＝BLUE AND RED ～オリジナル朗読企画始動！ガチンコ本番即興芝居に挑戦！～ [145]（2019年6月16日、音部屋スクエア）
    - B.A.R＝BLUE AND RED ～連続オリジナル朗読企画&ガチンコ本番即興芝居に挑戦！～ [146]（2019年7月14日、音部屋スクエア）
    - B.A.R＝BLUE AND RED ～連続オリジナル朗読企画＆いきなり本番即興芝居に挑戦！ ～[147]（2019年9月15日、音部屋スクエア）

  - 朗読会「温故知新」vol.3（2019年10月20日、新宿 Bura）

## 書籍

### デジタル写真集
- 坂田莉咲／著 薮田修身／写真『坂田莉咲写真集「白昼夢」 週プレ PHOTO BOOK』集英社、2020年10月12日。ASIN B08KXTWPQT[10]

### 雑誌
- 「ARTIST PICK UP 坂田莉咲さん」『GET'S No.69』2016年4号、GET'S 札幌版、表紙、pp.1-3[139]。
- 「誌面出演権オーディション」『Seventeen』2018年4月号、集英社、p.139[15]。
- 「湖畔の白日夢」『週刊プレイボーイ』2020年10月26号 No.43、集英社、pp.130,186-190。- 初グラビア、撮影: 薮田修身[10][148]
- 「巻頭グラビア 純愛ノスタルジー」『週刊ヤングジャンプ』2020年12月3日号 No.51、集英社、pp.7-12。撮影: 細居幸次郎[149][9]
- 「朝恋days -きっとカワイイ！FRESH GIRL- 坂田莉咲」『B.L.T. web』（東京ニュース通信社)
  - #82-1 (2020年12月21日)[150]
  - #82-2 (2020年12月22日)[151]
  - #82-3 (2020年12月23日)[152]
  - #82-4 (2020年12月24日)[153]
  - #82-5 (2020年12月25日)[154]
- 『B.L.T.』2021年11月号（2021年09月25日、東京ニュース通信社) [155] グラビア
  - 「直筆サイン入り写真パネル」B.L.T.2021年11月号連動 （2022年1月下旬、東京ニュース通信社、Honto)[156]
- 『月刊エンタメ』2021年11月号（2021年9月30日、徳間書店） [157] インタビュー記事
- 『FLASH（フラッシュ）』2021年10月19日号（2021年10月5日、光文社）[158] グラビア
- 『グラビアザテレビジョン』vol.57（2021年10月11日、カドカワムック）[159] グラビア
- 『BIG ONE GIRLS（ビッグワンガールズ）』No.66 2022年1月号（2021年11月30日、近代映画社）[160] インタビュー記事
- 『MAQUIA』2024年12月号 (2024年10月22日、集英社) [161][162]